# Oyster Creek, Texas
Oyster Creek là một thành phố thuộc quận Brazoria, tiểu bang Texas, Hoa Kỳ. Năm 2010, dân số của xã này là 1111 người.

## Dân số
- Dân số năm 2000: 1192 người.
- Dân số năm 2010: 1111 người.